# NGC 66
NGC 66 è una vasta galassia a spirale barrata situata nella costellazione della Balena.
NGC 66 è stata scoperta nel 1886 dall'astronomo americano Frank Müller. È assegnata alla classe di luminosità III e presenta una larga riga a 21 cm dell'idrogeno neutro. Al suo interno sono presenti delle regioni di idrogeno ionizzato.